# Mary Anning
Mary Anning (Lyme Regis, 21 maggio 1799 – Lyme Regis, 9 marzo 1847) è stata una paleontologa britannica.

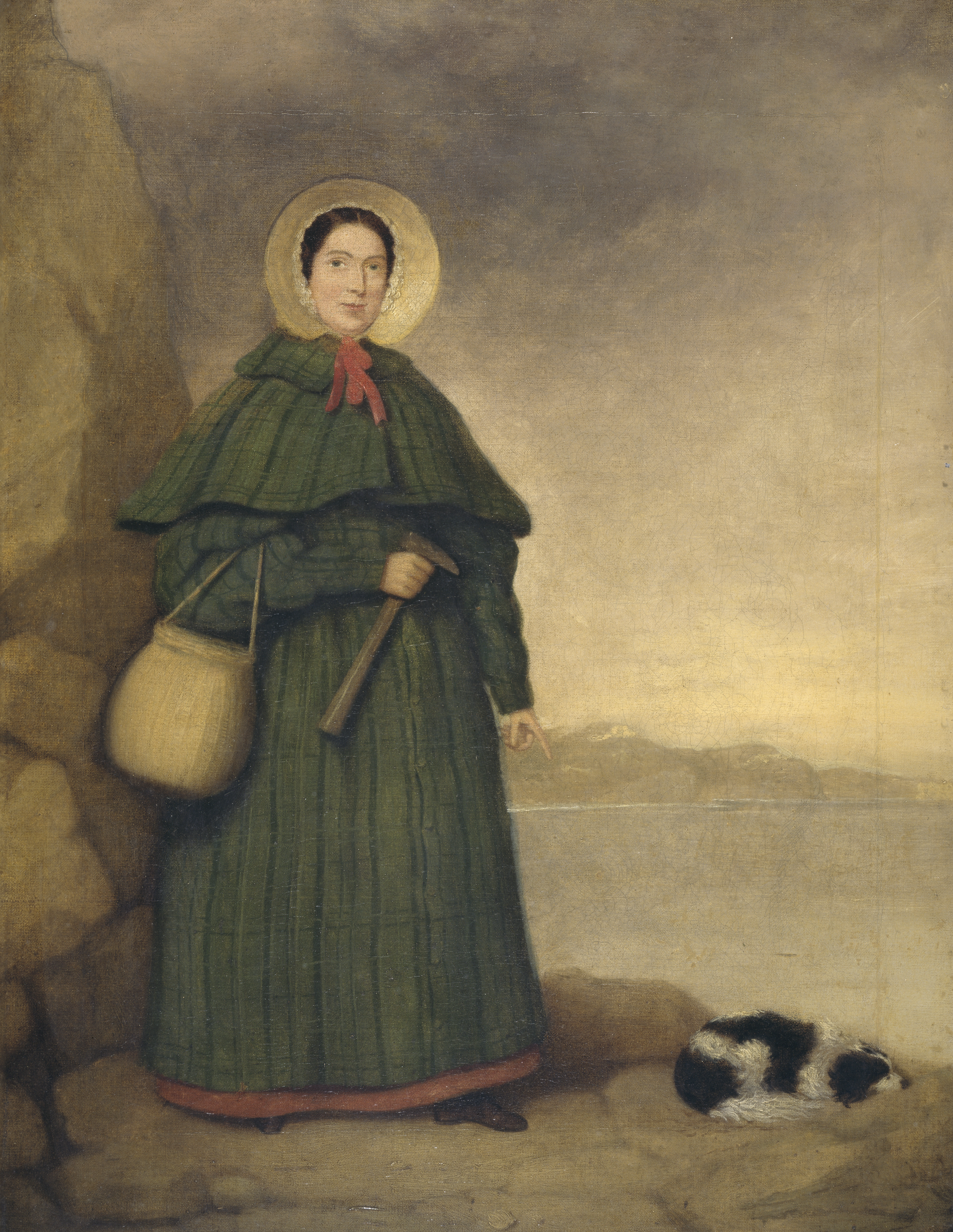
Ritratto di Mary Anning col suo cane Tray

Raccoglitrice di fossili per professione, fu autrice di molti ritrovamenti importanti nel campo dei fossili marini dell'epoca giurassica, tra cui i primi scheletri completi di ittiosauro e plesiosauro. Il suo lavoro contribuì ai fondamentali cambiamenti del pensiero scientifico riguardo alla storia della terra avvenuti all'inizio del diciannovesimo secolo.

## Biografia

### Gioventù
Nacque a Lyme Regis, Dorset, da Richard Anning e Mary Moore. Il padre, falegname, associava alla sua attività principale la ricerca dei fossili sulle scogliere e spiagge locali, per poi rivenderli ai turisti. Mary fu la seconda figlia a ricevere questo nome, la precedente morì per un incidente domestico; altri loro figli morirono molto giovani, per cui solo Mary e suo fratello Joseph raggiunsero l'età adulta.
All'età di 15 mesi, Mary fu colpita da un fulmine mentre era in braccio ad una conoscente che si era riparata sotto un albero assieme ad altre due donne, durante un'esibizione ippica. Mary fu l'unica a sopravvivere. Ebbe poi un'educazione molto limitata presso la locale scuola cristiana congregazionalista, dove imparò a leggere e scrivere. 

### I fossili come professione
Tra la fine del 1700 e l'inizio del 1800 Lyme Regis divenne una località turistica piuttosto apprezzata presso nobiltà e classe media inglese. Una delle locali attività divenne la ricerca ed il commercio di piccoli fossili come curiosità e souvenirs da rivendere ai turisti, soprattutto ammoniti e belemniti, la cui origine era all'epoca poco conosciuta. Mary, istruita inizialmente dal padre, sviluppò presto un talento particolare in questa ricerca, contribuendo in modo decisivo al bilancio familiare, soprattutto dopo la morte del padre nel 1810, e facendone poi una vera professione, anche se mai molto remunerativa, e spesso pericolosa. Per le ricerche bisognava infatti recarsi d'inverno a scavare alla base di scogliere instabili, per cui frequenti erano gli incidenti, ed in uno di questi rischiò la vita, perdendo il suo amato cane Tray.

### Le scoperte

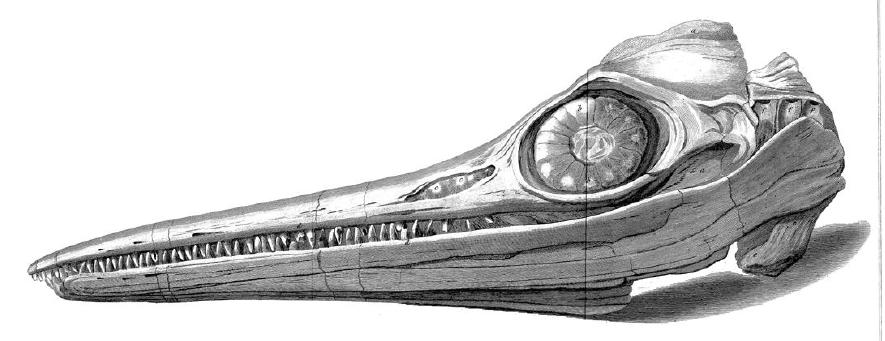
Disegno del 1814 di Everard Home del teschio di Ichthyosaurus platyodon trovato da Joseph nel 1811.

Nel 1811 (altre fonti riportano 1809 e 1810) Joseph Anning, fratello maggiore di Mary, trova il teschio lungo più di un metro di un ittiosauro. Mary pochi mesi dopo riesce ad individuare il resto del corpo. Inizialmente l'esemplare viene identificato come coccodrillo ed acquistato da Henry Hoste Henley, Lord del luogo, che lo rivende a sua volta a William Bullock, collezionista di curiosità naturalistiche. Ma è Charles Konig, un naturalista che lavora presso il British Museum a dargli il nome e una sistemazione definitiva presso il museo. 
Negli anni Mary ne scoprirà poi diversi altri, più o meno completi.
Nel 1820 Mary trova il primo scheletro incompleto di plesiosauro, seguito due anni dopo da uno completo. Per il numero assolutamente inconsueto di vertebre del collo (35), mai osservate fino a quel momento in nessun organismo vivente, inizialmente la scoperta genera i sospetti del naturalista ed anatomista francese Georges Cuvier, considerato a quel tempo autorità assoluta nel suo campo. Una tale accusa di falsificazione, anche non provata, avrebbe potuto mettere in grande imbarazzo Mary ed il suo commercio, togliendo credibilità ai suoi ritrovamenti. Grazie al secondo esemplare completo e all'appoggio della Geological Society, i dubbi cadono e Cuvier ritira le sue perplessità.
Nel 1828 è la volta del primo fossile di rettile volante mai trovato in Inghilterra, anche se incompleto, uno pterosauro, poi identificato come Dimorphodon macronyx.
Scoprì inoltre varie nuove specie di fossili di pesci, tra cui la prima Squaloraja, nel dicembre del 1829.
Dopo una serie di periodi economicamente difficili, dovuti all'irregolarità con cui avvenivano ritrovamenti importanti, alla minore richiesta di fossili e ad un investimento sfortunato, Mary Anning si ammala di cancro al seno, e muore a Lyme Regis il 9 marzo 1847, dove è seppellita.

## Influenza sul mondo scientifico

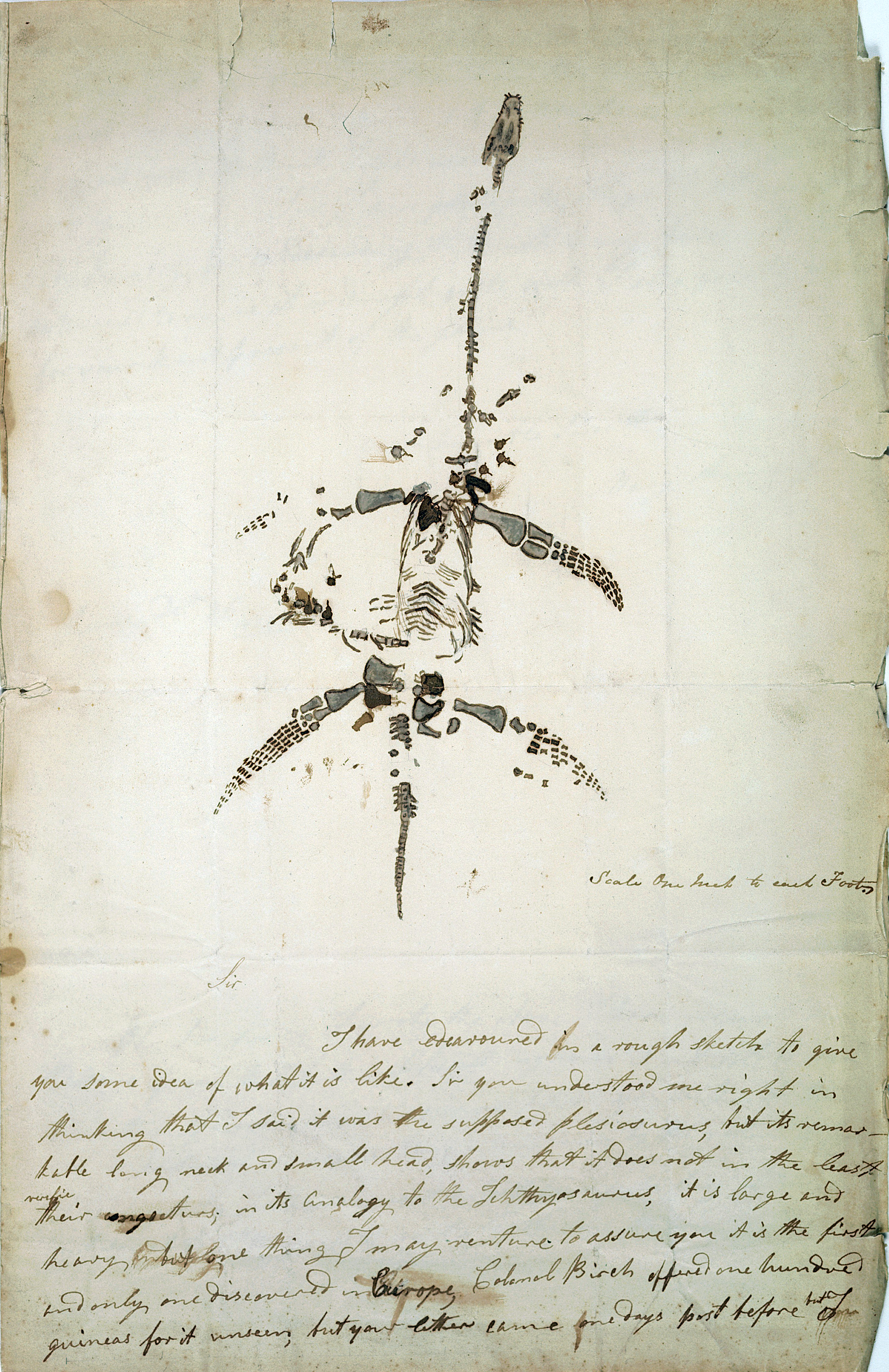
Lettera e disegno di Mary Anning sulla scoperta del fossile oggi conosciuto come Plesiosaurus dolichodeirus, 26 Dicembre 1823

L'influenza dei fossili ritrovati da Mary Anning sulla nascente disciplina della paleontologia è oggi considerata di fondamentale importanza. Purtroppo, per la posizione delle donne all'epoca, a cui non era concessa ammissione ad alcun circolo o associazione scientifica, personalmente ottenne scarsissimi riconoscimenti in vita. A peggiorare le cose vi era la sua umile origine sociale, in un'epoca in cui la ricerca scientifica era interesse esclusivo delle classi più abbienti.
Eppure, anche se completamente autodidatta, Mary adottò un approccio rigoroso ai ritrovamenti, trattando sempre i fossili con grande attenzione, cosa che le permise di effettuare osservazioni originali, come la presenza di sacche di inchiostro nei belemniti, o di identificare come feci fossili (poi chiamati coproliti) quello che fino ad allora venivano chiamati bezoari. 
Invariabilmente le scoperte vennero descritte ed attribuite ad altri, così come avvenne per le specie di rettili e pesci fossili da lei trovate.
Durante la sua vita venne a contatto con personaggi di grande rilievo nel campo scientifico, tra questi William Conybeare, Henry De la Beche, William Buckland, Richard Owen, Thomas Hawkins, Roderick Murchison, Louis Agassiz, che spesso la contattavano per pareri su questioni riguardanti i fossili, o per acquistare pezzi pregiati dal suo negozio. Quasi mai venne citata nelle loro relazioni scientifiche, tranne da Cuvier e Buckland, e solo Agassiz le intitolò due specie di pesci fossili come ringraziamento per il suo aiuto.
Solo negli ultimi tempi cominciò ad ottenere qualche riconoscimento. Venuto a conoscenza della sua difficile condizione economica, William Buckland si attivò presso il governo britannico e l'Associazione britannica per l'avanzamento della scienza perché le venisse concessa una pensione, che infine ottenne, permettendole una maggiore sicurezza economica. Venuti poi a conoscenza della sua malattia, la Geological Society of London indisse nel 1846 una raccolta di fondi preso i suoi membri, ed il museo della contea del Dorset la incluse tra i membri onorari. Alla sua morte, Henry De la Beche, all'epoca presidente della Geological Society, le dedicò un elogio funebre che venne letto ad un'assemblea ed incluso nella loro pubblicazione periodica, onore mai concesso prima ad una donna.
Nel febbraio del 1865 Charles Dickens scrisse sul periodico settimanale All the Year Round da lui diretto un articolo sulla vita di Mary Anning, sottolineando principalmente le difficoltà che aveva dovuto affrontare nel suo lavoro. Si concludeva con questa frase: "La figlia del carpentiere si è conquistata un proprio nome, e lo ha meritato."
Nel 2010, in occasione del 350º anniversario di fondazione, la Royal Society incluse il nome di Mary Anning nella lista delle dieci donne inglesi che più hanno contribuito alla storia della scienza, scelte da una giuria di esperti.

## Opere biografiche

### Cinema
Nel 2020 viene distribuito un film biografico avente per oggetto le sue vicissitudini accademiche, Ammonite - Sopra un'onda del mare (Ammonite), dove la Anning viene interpretata da Kate Winslet.
La pellicola mette in scena inoltre una sua relazione amorosa con la geologa Charlotte Murchison, sulla cui esistenza non esiste alcuna evidenza, fatto che ha suscitato critiche sulla accuratezza storica del film.
Nel 2025 e' uscito nelle sale cinematografiche il film d'animazione Mary Anning chasseur de fossiles.

### Letteratura
- Strane creature - romanzo del 2009 di Tracy Chevalier